# Britânia (mitologia)

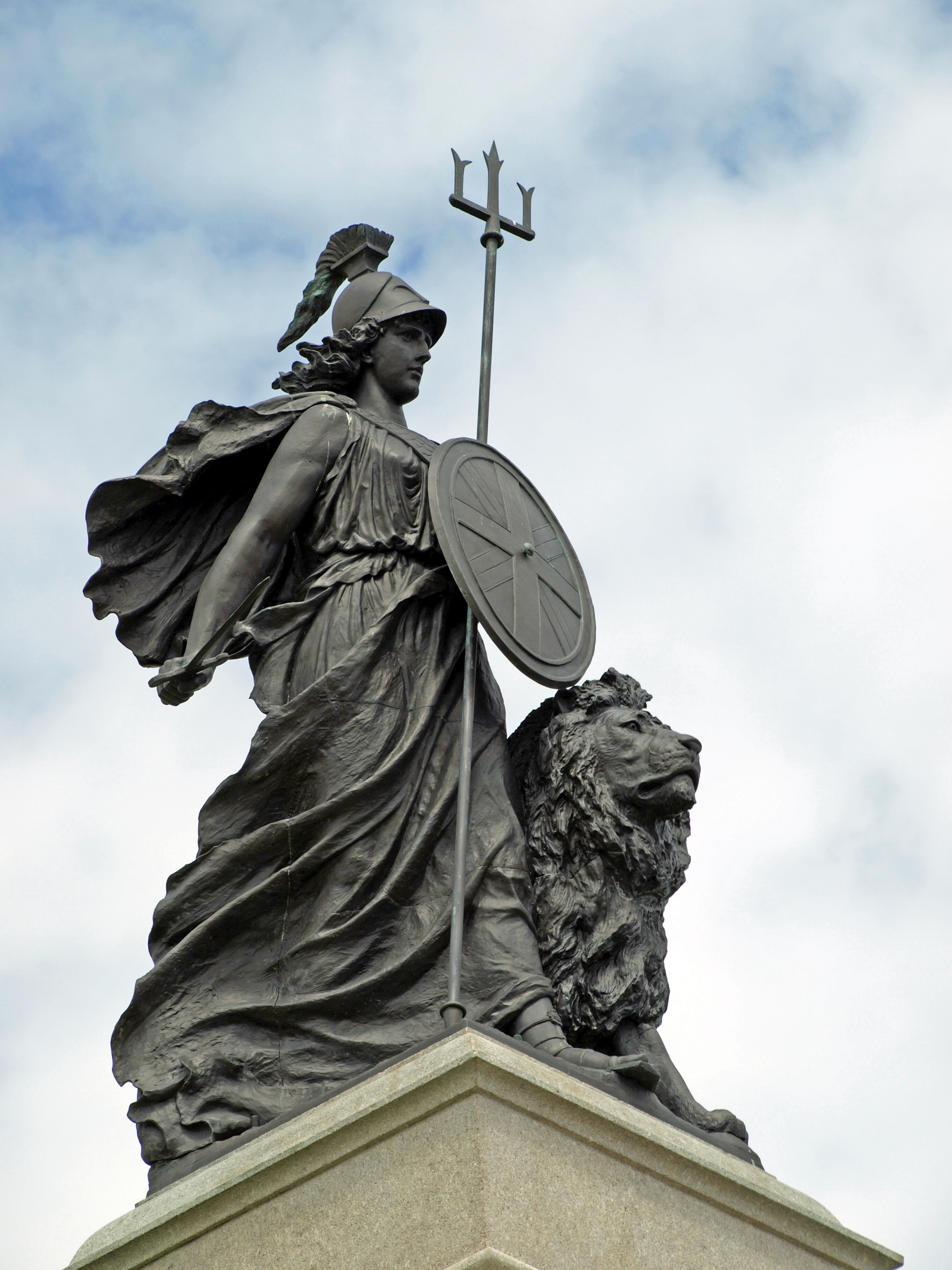
O Memorial da Armada Nacional em Plymouth representando Britânia

Britânia é um termo antigo para Grã-Bretanha, e também uma personificação feminina da ilha. O nome em latim  deriva da forma grega Prettanike ou Brettaniai, que originalmente designou uma coleção de ilhas com nomes individuais, incluindo Albion ou Grã-Bretanha. Entretanto, por volta do século I a.C. Britânia veio a ser usada para a Grã-Bretanha especificamente. Em 43 d.C., o Império Romano começou sua conquista da ilha, estabelecendo uma província que chamaram Britânia, que veio abranger as partes das ilhas do sul da Caledônia (aproximadamente Escócia). Os habitantes nativos celtas da província são conhecidos como os bretões. No século II a Britânia Romana veio a ser personificada como uma deusa, armada com um tridente e escudo e vestindo um capacete de centurião.
O nome latino Britânia sobreviveu longamente à retirada romana da Britânia no século V e cedeu o nome à ilha e para a maioria das línguas europeias e várias outras línguas, incluindo o inglês Britain e o moderno galês Prydain. Depois de séculos de uso em declínio, a forma latina foi revivida durante a Renascença Inglesa como uma evocação retórica de uma identidade nacional britânica. Especialmente seguindo os Atos de União de 1707, que juntaram os reinos da Inglaterra e Escócia, a personificação da Britânia marcial foi usada como um emblema do poder e unidade imperiais britânicos. Apareceu consistentemente na cunhagem britânica desde então.

## Período romano
O primeiro escritor a usar uma forma do nome foi o explorador e geógrafo grego Píteas no século IV a.C.. Pytheas se referiu a Prettanike ou Brettaniai, um grupo de ilhas fora da costa noroeste da Europa. No século I a.C. Diodoro Sículo se referiu a Pretannia, uma versão do nome nativo para o povo Pretani que os gregos acreditavama habitar as ilhas Britânicas. Seguindo o uso grego, os romanos se referiram à Insulae Britannicae no plural, consistindo de Albion (Grã-Bretanha), Hibérnia (Irlanda), Thule (possivelmente Islândia) e muitas ilhas menores. Ao longo do tempo, Albion especificamente veio a ser conhecido como Britânia, e o nome para o grupo foi subsequentemente derrubado. Essa ilha foi primeiro invadida por Júlio César em 55 a.C. e a conquista romana da ilha começou em 43 d.C., comandando o estabelecimento da província romana conhecida como Britânia. Os romanos nunca conquistaram com sucesso a ilha inteira, construindo a Muralha de Adriano como uma fronteira com Caledônia, que cobriu aproximadamente o território da moderna Escócia. A parte do Sul do que agora é a Escócia foi ocupada pelos romanos por cerca de vinte anos no meio do século II d.C., mantendo no lugar os Pictos ao norte da Muralha de Antonino. Povos morando na província romana da Britânia foram chamados Britanni, ou Bretões. Irlanda, habitada pelos Escotos, nunca foi invadida e foi chamada Hibérnia. Thule, uma ilha "de seis dias à vela ao norte da Brtitânia, e [...] próxima do mar congelado", possivelmente Islândia, que também nunca foi invadida pelos romanos.

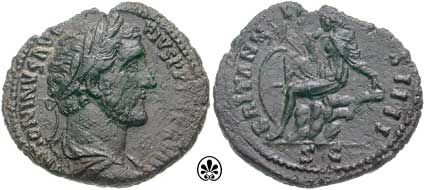
Uma moeda As do reino de Antonino Pio atacado em 154 D.C. mostrando a Britânia ao contrário

O imperador Cláudio a visitou enquanto a Britânia estava sendo conquistada e foi honrado com o agnome Britannicus como se fosse o conquistador; um friso descoberto em Afrodísias em 1980 mostra uma guerreira feminina nua resoluta e com capacete  BRITÂNIA, contorcendo em agonia sob o calcanhar do imperador. Ela apareceu em moedas distribuídas sob Adriano, como uma figura feminina de um visual mais majestoso. Britânia foi logo personificada como uma deusa, parecendo justamente semelhante à deusa Minerva. Retratos iniciais da deusa representam Britânia como uma mulher jovem bonita, vestindo o capacete de um centurião, e embrulhada em um vestuário branco com seu seio direito à mostra. É usualmente mostrada sentada em uma rocha, segurando uma lança, e com um escudo de espetos apoiado ao lado dela. Às vezes ela segura um valor e encosta no escudo. Em uma outra variação de cunhagem, está sentada em um globo acima das ondas: Britânia na extremidade do mundo (conhecido). Tipos de moedas semelhantes foram também distribuídas sob Antonino Pio.

## Reaparecimento britânico

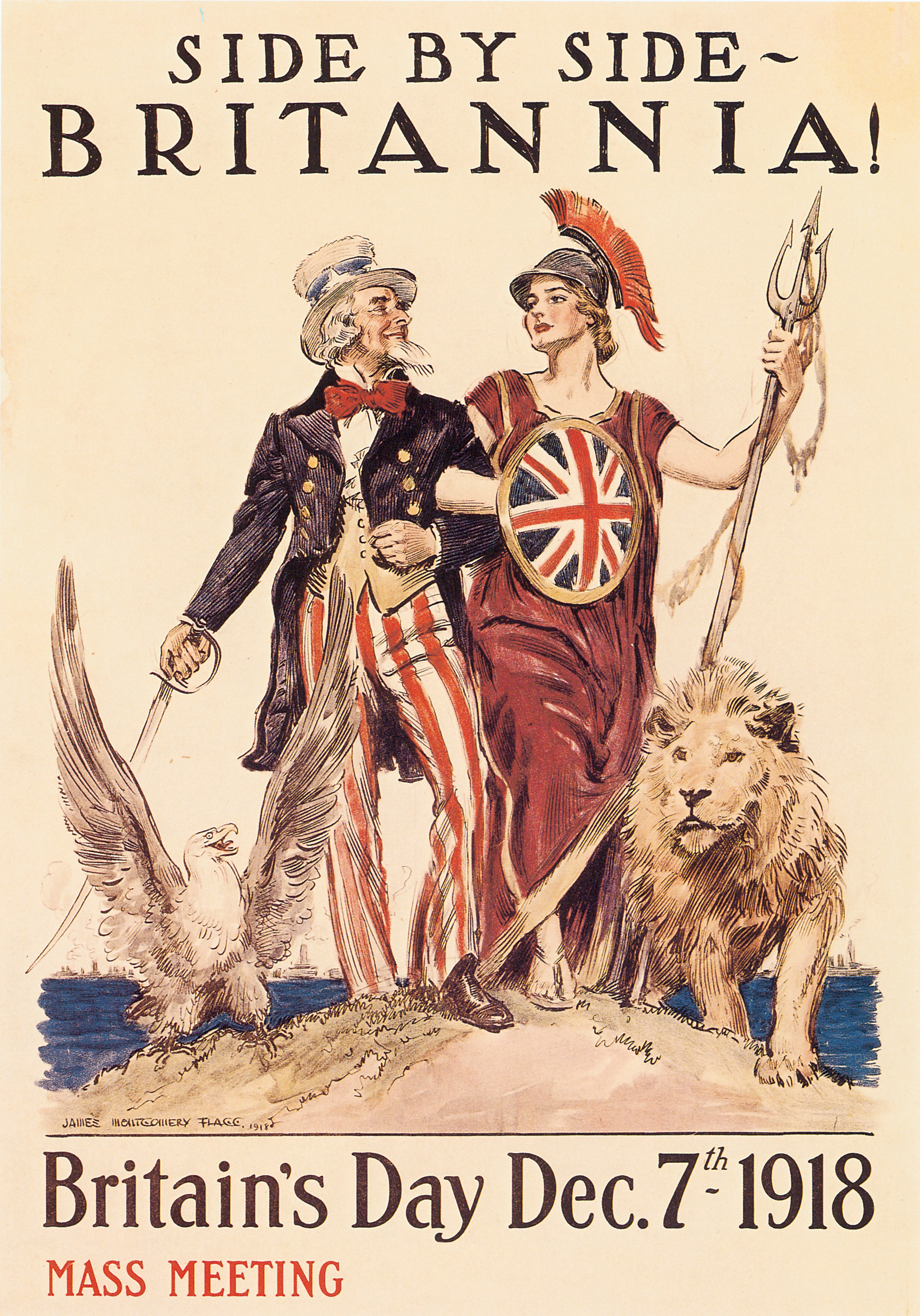
Britânia de um entalhe do século XX, fonte desconhecida

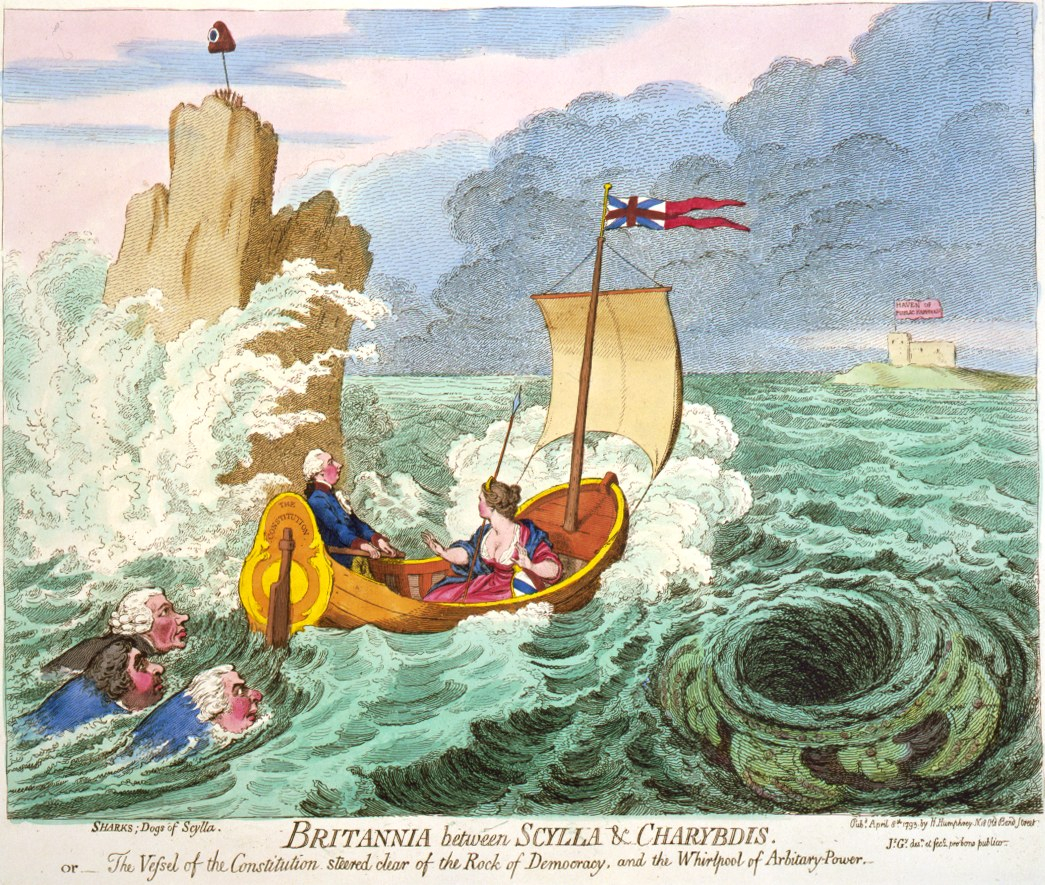
Na Britânia entre Cila e Caríbdis (1793) de James Gillray, Britânia é mostrada sem as armas que invariavelmente a caracterizam no século 19

### Uso medieval
De Britânia restou o nome latim da Grã-Bretanha. Depois da queda do Império Romano, variações sobre o termo aparecem nos títulos do século IX Historia Britonum do século XII Historia Regum Britanniae que se tornaram extremamente populares durante a Alta Idade Média. Neste tempo o termo Britânia também veio a ser usado na França Península Armórica, por causa da migração de larga escala para a área pelos Bretões. O nome francês moderno para a área, "Bretagne", ou Brittany em inglês, é uma variante de "Britânia". O termo "Grande Bretagne" (Britânia Maior, ou Grande Britânia) foi usado para distinguir a ilha da Grã-Bretanha da península continental.

### Império Britânico
No período medieval ainda era comum se referir apenas aos habitantes celtas britônicos da Britânia como os "Bretões", como opostos aos "Ingleses". Entretanto, o Inglês crescentemente foi incluído dentro da categoria dos Bretões. Este ganhou novo significado simbólico com o aumento da influência britânica, e mais tarde com o Império Britânico, que a esta altura governou cerca de um terço da população e dos continentes mundiais.
Na tradição da Renascença, Britânia veio a ser vista como a personificação da Grã-Bretanha, na imaginação que foi desenvolvida durante o reino da Rainha Isabel I. Com a morte de Elizabeth em 1603 veio a sucessão de seu primo escocês, Jaime VI da Escócia, para o trono inglês. Ele tornou-se Jaime I de Inglaterra, e então trouxe sob seu governo pessoal os reinos da Inglaterra (e o domínio de Gales), Irlanda e  Escócia. Em 20 de outubro de 1604 o rei Jaime proclamou a si mesmo como "Rei da Grã-Bretanha, França e Irlanda", um título que continuou a ser usado por muitos de seus sucessores. Quando James I veio ao trono, alguns cortejos elaborados foram encenados. Um cortejo executado nas ruas de Londres em 1605 foi descrito em Triumphs of Reunited Britannia de Anthony Munday :
Em um monte triangular, como a própria ilha da Grã-Bretanha é descrita ser, sentamos no lugar supremo, sob a forma de uma ninfa linda e justa, a própria Britânia...
Durante o reino do rei Carlos II, Britânia fez sua primeira aparição nas moedas inglesas em uma farthing de 1672. A figura de Britânia foi dita ser por Samuel Pepys ter sido modelada sobre Frances Stewart, Duquesa de Richmond, uma das senhoras do rei. Os meios-pennies de cobre distribuídos durante o reino de Rainha Ana tinham a Britânia parecendo  intimamente a própria rainha. Com a unificação constitutional da Inglaterra com a Escócia em 1707 e então com a Irlanda em 1800, a Britânia se tornou um símbolo cada vez mais importante e um ponto de ajuntamento forte entre os bretões.

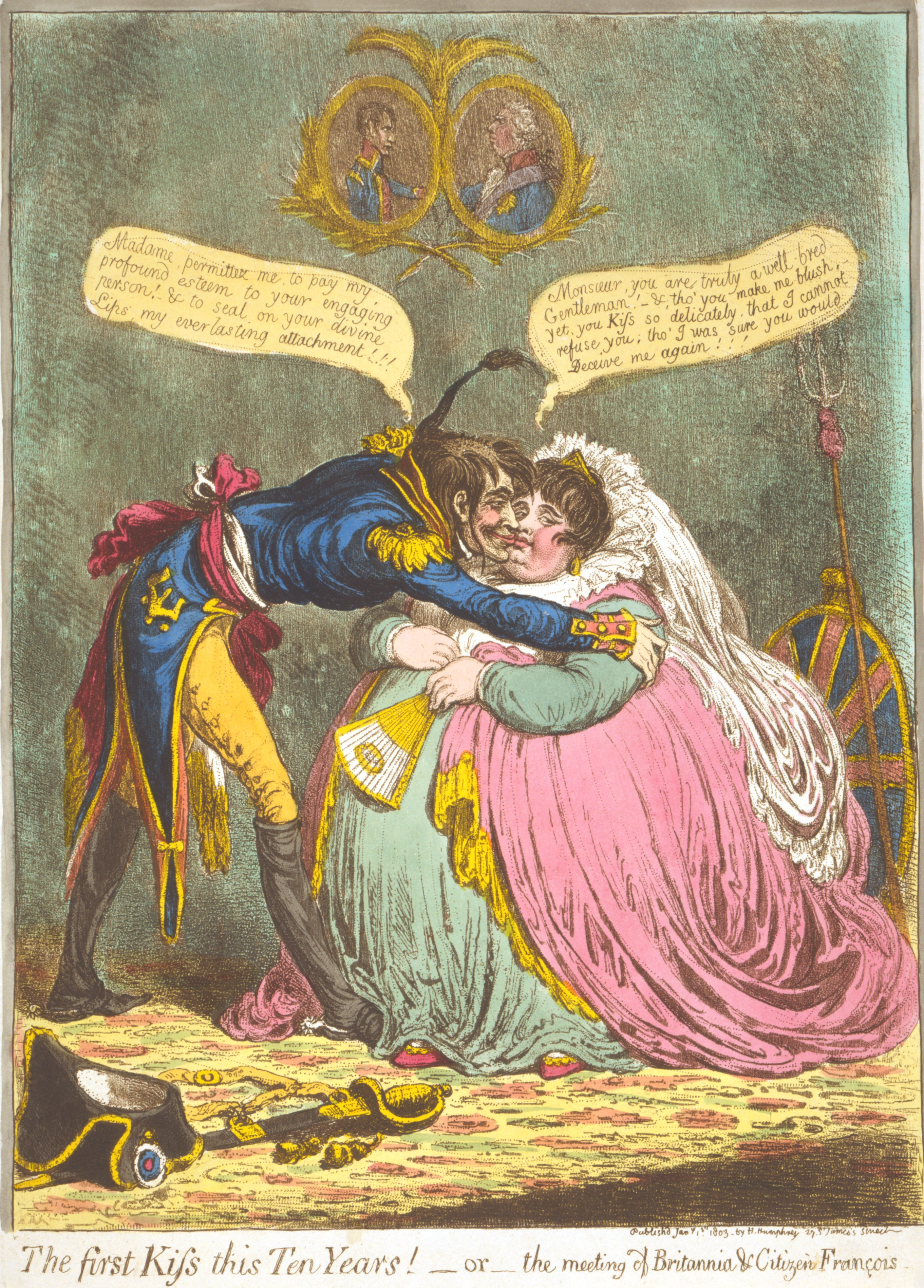
Um desenho animado tardio de Gillray, sobre a Paz de Amiens de 1803, caracterizada como uma Britânia gorda e não-marcial beijando "Cidadão François"

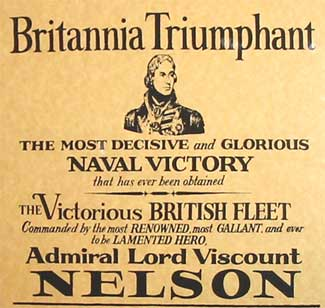
Britânia Triumphant, poster celebrando a Batalha de Trafalgar.

O poder britânico, que dependia de um sistema político liberal e a supremacia da marinha, emprestou estes atributos à imagem da Britânia. Pelo tempo de Rainha Vitória, Britânia tinha sido renovada. Ainda representada como uma mulher jovem com cabelo louro ou castanho, ela a manteve capacete corintío e a ela com túnicas brancas, mas agora ela segurava o tridente de três pontas de Posidão e frequentemente mantida no oceano, representando a força naval britânica. Ela usualmente também segurava ou mantinha atrás um escudo grego hoplita, que exibia a Bandeira da União britânica: também em seus pés era frequente o Leão britânico, um animal encontrado nas armas da Inglaterra, Escócia e o Príncipe de Gales. Neozelandeses adotaram uma personificação semelhante a estes países na Zelândia, a filha de Britânia, que apareceu em selos de postagem na virada do século XX e ainda se caracteriza na Casaco de Armas da Nova Zelândia.

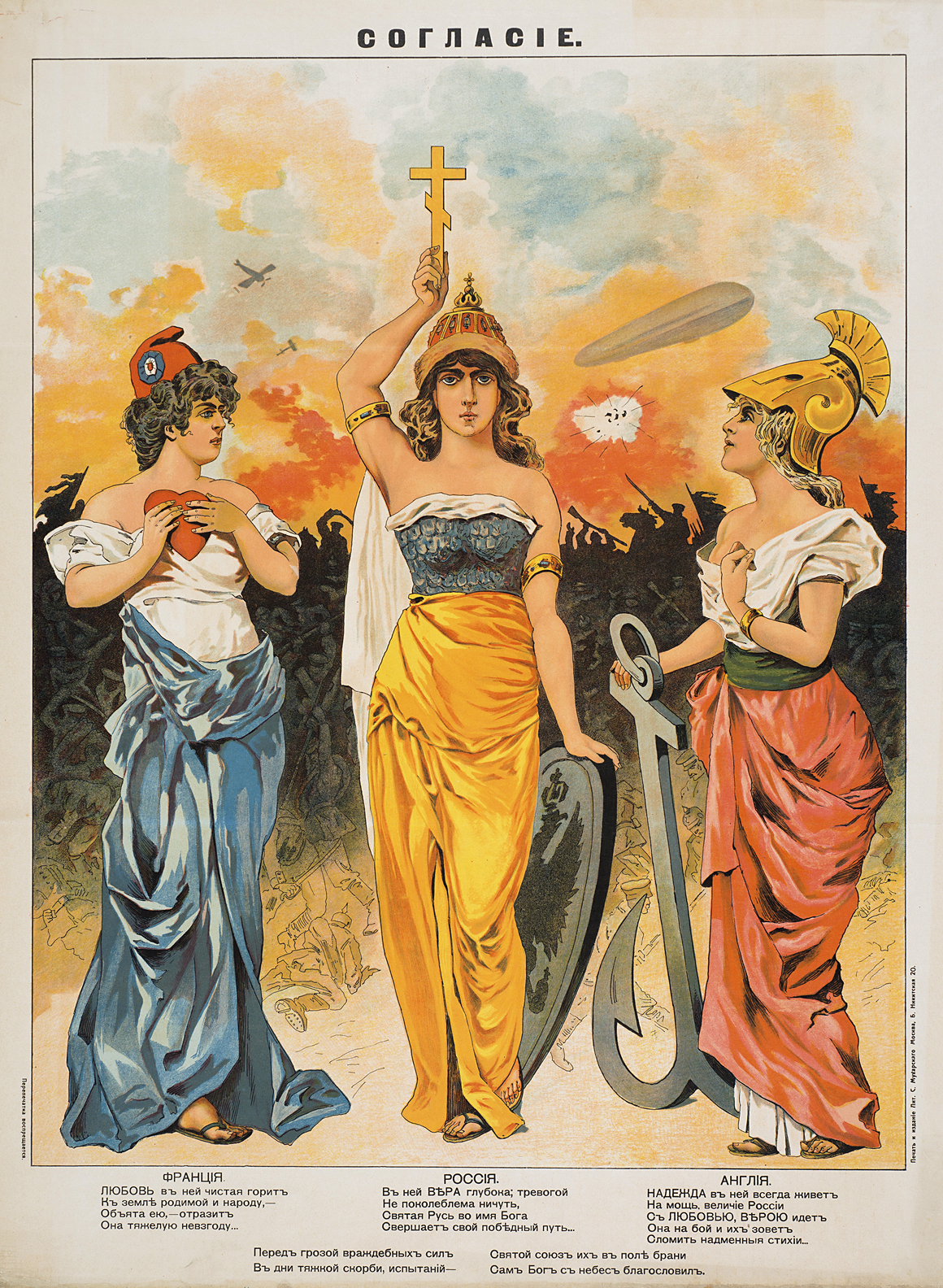
1914 Poster russo representando um Tríplice Entente – Britânia (à direita) e Marianne (à esquerda) na companhia da Mamãe Rússia. Nesta representação, a associação de Britânia com o mar é dada a ela por segurar uma âncora, um atributo usualmente representado pelo tridente de Posidão.

Talvez a melhor analogia é que a Britânia está para o Reino Unido e o Império Britânico, assim como, Marianne está para a França ou talvez, assim como, a Colúmbia está para os Estados Unidos. Como a Colúmbia, a Britânia se tornou uma figura muito poderosa e mais comum em tempos de guerra, e representou as liberdades e a democracia britânicas.

### Associações modernas
Durante os anos 90 o termo Britânia legal (sacado de uma versão bem humorada pela banda Bonzo Dog da canção "Governe a Britânia!", com palavras de James Thomson [1700–1748], que frequentemente é usada como um hino nacional não oficial), que costumava descrever o contemporâneo Reino Unido. A sentença se referia à elegante Londres, cenas de Glasgow, Cardiff e Manchester, com uma nova geração de grupos de música pop e lojas moda, projetista de moda jovens bem sucedidos, e uma onda de novos restaurantes e hotéis. A Britânia Legal representou a Britânia no final dos anos 90 como um lugar elegante de se estar.

### Representação da cunhagem britânica e selos de postagem
Embora a imagem arquetípica da Britânia sentada sobre um escudo primeiro apareceu nas moeda de bronze romanas do século I d.C. atacado sob Adriano, a primeira aparência de Britânia na cunhagem britânica foi em farthing em 1672, porém versões padrões mais recentes tinham aparecido em 1665, seguido pelo halfpenny mais tarde no mesmo ano; o modelo usado, então e mais tarde, foi Frances Teresa Stuart, a futura Duquesa de Richmond. Stuart foi famosa no tempo por recusar se tornar a amante de Carlos II, a despeito da forte paixão do rei por ela. Ela então apareceu na moeda de meio-penny britânica por todo o resto do século XVII e daí em diante até 1936. Quando ao Banco da Inglaterra foi concedido um fretado em 1694, os diretores decidiram dentro de dias que o dispositivo para seu selo oficial deveria representar 'Britânia estando presente e procurando um Banco de Mony' (sic). Britânia também apareceu na moeda penny entre 1797 e 1970, distribuições ocasionais tais como o quatro pences sob Guilherme IV entre 1836 e 1837, e sobre a moeda de 50 pences entre 1969 e 2008. Ver "Ligações Externas " abaixo para exemplos de todas estas moedas e outras mais.

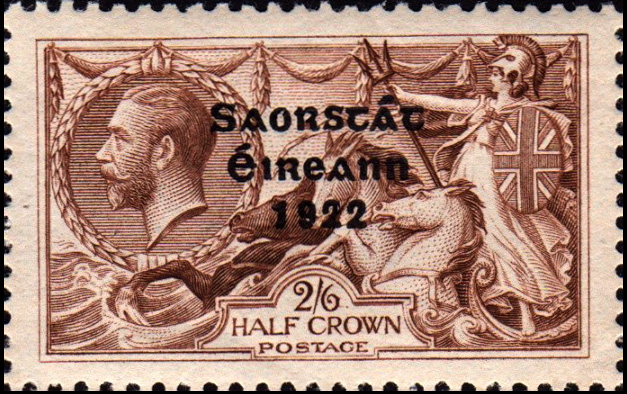
Um selo caracteriza Britânia (com o sobre-selo do Estado Livre Irlandês)

Na primavera de 2008, a Casa da Moeda Real revelou novos projetos de moeda "refletindo uma Grã-Bretanha do século XXI mais moderna" que em lugar nenhum caracterizava a imagem da Britânia. Esta decisão tentou ganhar alguma controvérsia, com campanhas da imprensa de tablóides, em particular a do Daily Mail, lançada para "salvar a Britânia". O governo apontou, entretanto, que o projeto de moedas 50p mais recente permaneceria em circulação por um futuro previsível.
Britânia também se caracterizou sobre os selos de postagem definitivos de alto valor da Grã-Bretanha distribuídos durante o reino de Jorge V do Reino Unido (conhecidos como 'cavalos marinhos') e estão representados no primeiro selo de £10 distribuído em 1993.

## Apelidos
O nome "Britânia", simbolizando a Grã-Bretanha e o patriotismo britânico, tinha adotado vários propósitos tais como:
- Prata britânica, uma liga de alto teor de prata introduzida na Grã-Bretanha em 1697;
- Moedas britânicas, uma série de moedas britânicas de lingote dourado distribuídas desde 1987, que têm valores nominais de 100, 50, 25 e 10 libras (Ver libra esterlina);
- HMS Britânia, um dos oito barcos da Marinha Real;
- Britannia Royal Naval College, o colégio de treinamento de oficiais da Marinha Real;
- Pugnaces Britanniae, cão de guerra da Grã-Bretanha;
- O Iate Real Britânia anterior, o iate pessoal da Família Real, recentemente aposentado em Leith, Edinburgh Escócia;
- A canção patriótica "Governe a Britânia!", colocada em música em 1740;
- Nomes de companhia tais como a Britannia Building Society e Britannia Airways;
- A Classe Britânia, um nome alternativo para a série Classe 7 Padrão BR de locomotivas a vapor produzidas entre 1951 e 1954, a primeira da classe "padrão" BR. Preservada Locomotiva classe 7 No. 70000, construída em 1951, também foi nomeada Britânia.